# Peter Philipp
Philipp Peter (Düsseldorf, Renania del Norte-Westfalia, 16 de julio de 1971-ibíd. 6 de febrero de 2014) fue un escritor y humorista alemán.

## Vida y obra
Peter Philipp nació en 1971 en Düsseldorf, en Renania del Norte-Westfalia. Allí estudió desde 1992 hasta 2000 literatura alemana y filosofía en la Heinrich-Heine-Universität Düsseldorf. Publicó varios libros y fundó el conjunto vocal cabaret Waschkraft, como su principal compositor, bajista, cantante y maestro de ceremonias, se desempeñó desde 2000.
En 2000 publicó su primer libro de poesía. En 2003 el libro de poemas fue publicado como Flötentöne Die. En 2004 recibió el Förderpreis für Literatur der Landeshauptstadt Düsseldorf, en Renania del Norte-Westfalia.
Vivió como un escritor independiente en Düsseldorf y escribió poesía y prosa. Murió el 6 de febrero de 2014 a la edad de 42 en su ciudad natal de Düsseldorf.

## Premios
- 2004: Förderpreis für Literatur der Landeshauptstadt Düsseldorf[4]
- 2006: 6. Schwelmer Kleinkunstpreis
- 2006: RP-Kleinkunstpreis „Goldener Xaver“
- 2007: Kleinkunstpreis „St. Ingberter Pfanne“
- 2008: Herborner Schlumpeweck
- 2009: Kleinkunstpreis der Eifel-Kulturtage „Goldene Berta 2009“

## Publicaciones

### Libros
- “Fatimas Träume: Deutsche-Welle-Literaturwettbewerb für die arabischsprachige Welt”, Berlín 1994 (als Herausgeber zusammen mit George Khoury)
- “Logisch-philosophische Untersuchungen”, Berlín 1998
- “Kleine Automatenhunde”, Gedichte, Grupello-Verlag, Düsseldorf, 2000
- “Die Flötentöne - Ein Lehrgang in 12 Schritten”, Gedichte, Grupello-Verlag, Düsseldorf, 2003

### Contribuciones en Antologías
- “John Linthicum zugewandt” Grupello-Verlag, Düsseldorf, 2003
- “Nix verraten dich, Grupello!”, Eine Festschrift, Grupello-Verlag, Düsseldorf, 2005
- “M8worte”, mit Autorengruppe M8worte, 2005
- “Feinschmecker und Zeitschmecker”, mit Autorengruppe M8worte, 2006

## Discografía
- 2003: Waschblatt, CD
- 2008: Cocktail Scheisse Katze, CD
- 2009: Feine Stücke, CD